# 上乃龍也
上乃 龍也（かみの りゅうや、3月10日 - ）は、日本の漫画家。成人向け漫画雑誌を中心に活動。2010年には、一般漫画雑誌『電撃「マ）王』にて、恋愛ゲーム『アマガミ』の漫画化作品による連載も開始。

## 単行本
一般向け作品
- アマガミ Love goes on!（アスキー・メディアワークス）

1. 七咲逢編、2010年8月27日、ISBN 978-4-04-868803-1
2. 森島はるか編、2011年12月17日、ISBN 978-4-04-870843-2
3. 桜井梨穂子編、2014年3月27日、ISBN 9784048911955

成人向け作品
- スギノハ女学院奉仕組（大洋図書、2005年4月25日、ISBN 978-4-8130-5000-1）
- 放課後少女（オークス、2006年9月25日、ISBN 978-4-86105-381-8）
- えっちぃカンジ♪（一水社、2007年8月18日、ISBN 978-4-87076-673-0）
- ××××まみれ（富士美出版、2008年4月25日、ISBN 978-4-89421-798-0）
- 「身体中、ヌルヌルです。」（コアマガジン、2008年12月19日、ISBN 978-4-86252-526-0）
- イッちゃう?×イッちゃう（富士美出版、2009年8月10日、ISBN 978-4-89421-896-3）
- モザイク×三姉妹（富士美出版、2010年11月25日、ISBN 978-4-89421-991-5）
- 気持ちいい?×気持ちいい（富士美出版、2012年12月25日、ISBN 978-4-79950-168-9）

## ゲーム原画
- とらぶるHOME! ～義理の母と妹は恋敵～（Lilith、2009年5月）